# Suchopol (gmina)
Suchopol (lub Suchopolska) – dawna gmina wiejska istniejąca do 1939 roku w woj. białostockim/woj. poleskim (obecnie na Białorusi). Siedzibą gminy był Suchopol.
Początkowo gmina należała do powiatu prużańskiego. 12 grudnia 1920 r. została przyłączona do nowo utworzonego powiatu białowieskiego pod Zarządem Terenów Przyfrontowych i Etapowych. Gmina Suchopol została wraz z całym powiatem przyłączona 19 lutego 1921 roku do (utworzonego 14 sierpnia 1919 roku) województwa białostockiego. Od 19 lutego 1921 była jedną z zaledwie trzech gmin powiatu białowieskiego, a po jego zniesieniu z dniem 1 sierpnia 1922 roku została przyłączona do powiatu bielskiego w tymże województwie. 26 lipca 1926 roku gminę Suchopol przyłączono do powiatu prużańskiego w woj. poleskim. 
18 kwietnia 1928 roku z gminy wyłączono część obszaru, który przyłączono do gminy Szereszów. 1 kwietnia 1932 roku do gminy Suchopol przyłączono część obszaru zniesionej gminy Kotra, natomiast część obszaru gminy Suchopol przyłączono do gminy Szereszów. Po wojnie obszar gminy Suchopol  wszedł w struktury administracyjne Związku Radzieckiego.

## Demografia
Według Pierwszego Powszechnego Spisu Ludności z 1921 roku gmina liczyła 45 wsi, kolonii i małych osad. Zamieszkiwało ją 5968 osób (3081 kobiet i 2887 mężczyzn). Większość mieszkańców gminy w liczbie 5534 osób zadeklarowała narodowość białoruską (93% ogółu mieszkańców gminy). Pozostali podali kolejno: narodowość żydowską (211 osób), polską (206 osób), rosyjską (11 osób) i rusińską (6 osób). Pod względem wyznaniowym dominowali prawosławni (5458 osób; 91% wszystkich mieszkańców); pozostali zadeklarowali kolejno: wyznanie mojżeszowe (322 osoby) i wyznanie rzymskokatolickie (208 osób).